# ČSD-Baureihe T 466.0
Die Lokomotiven der Baureihe T 466.0 (ab 1988: Baureihe 735) der Tschechoslowakischen Staatsbahnen (ČSD) waren dieselelektrische Universallokomotiven.

## Geschichte

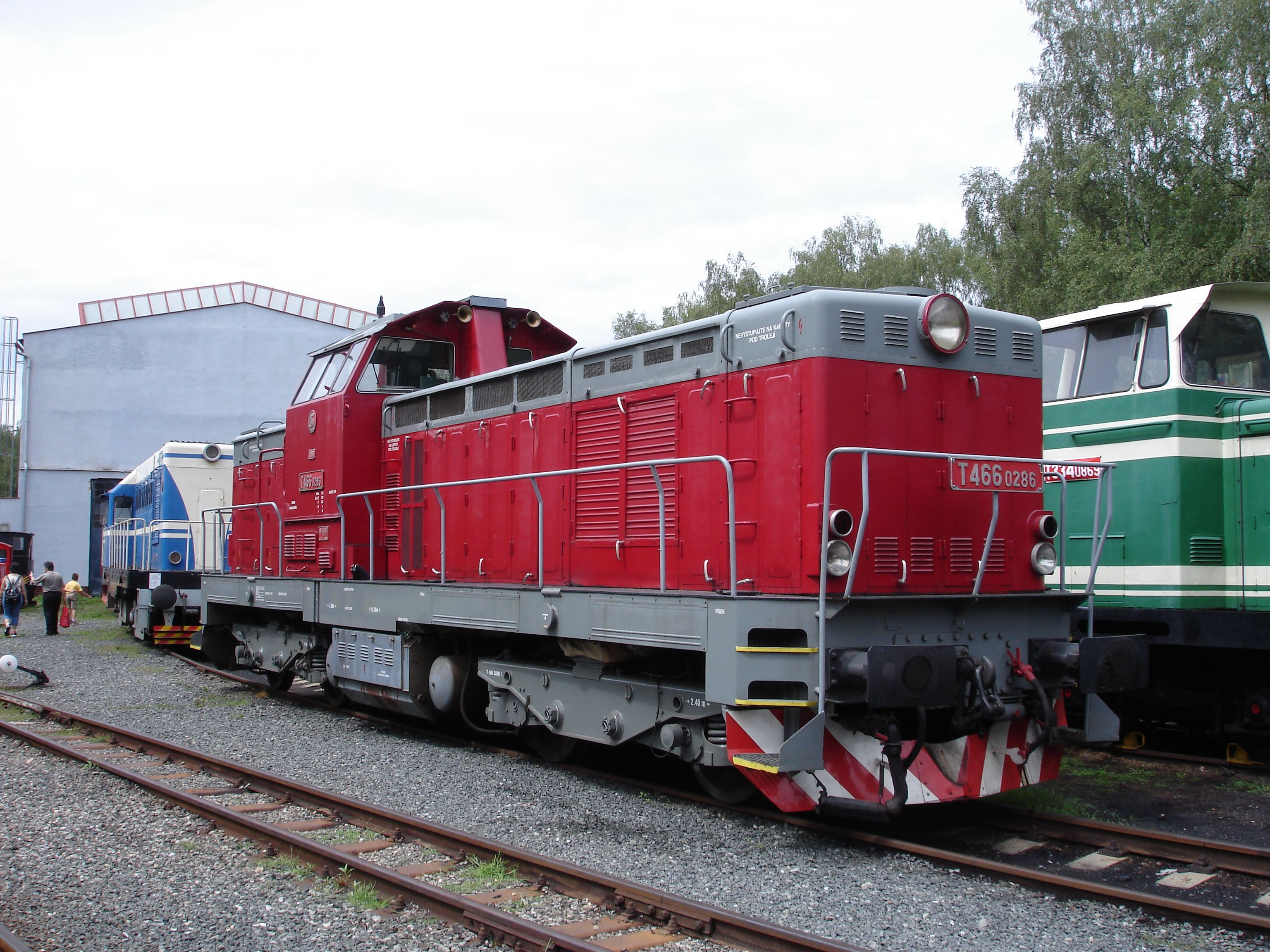
Museumslokomotive T 466.0286 auf einer Fahrzeugausstellung im Eisenbahnmuseum Lužná u Rakovníka (2008)

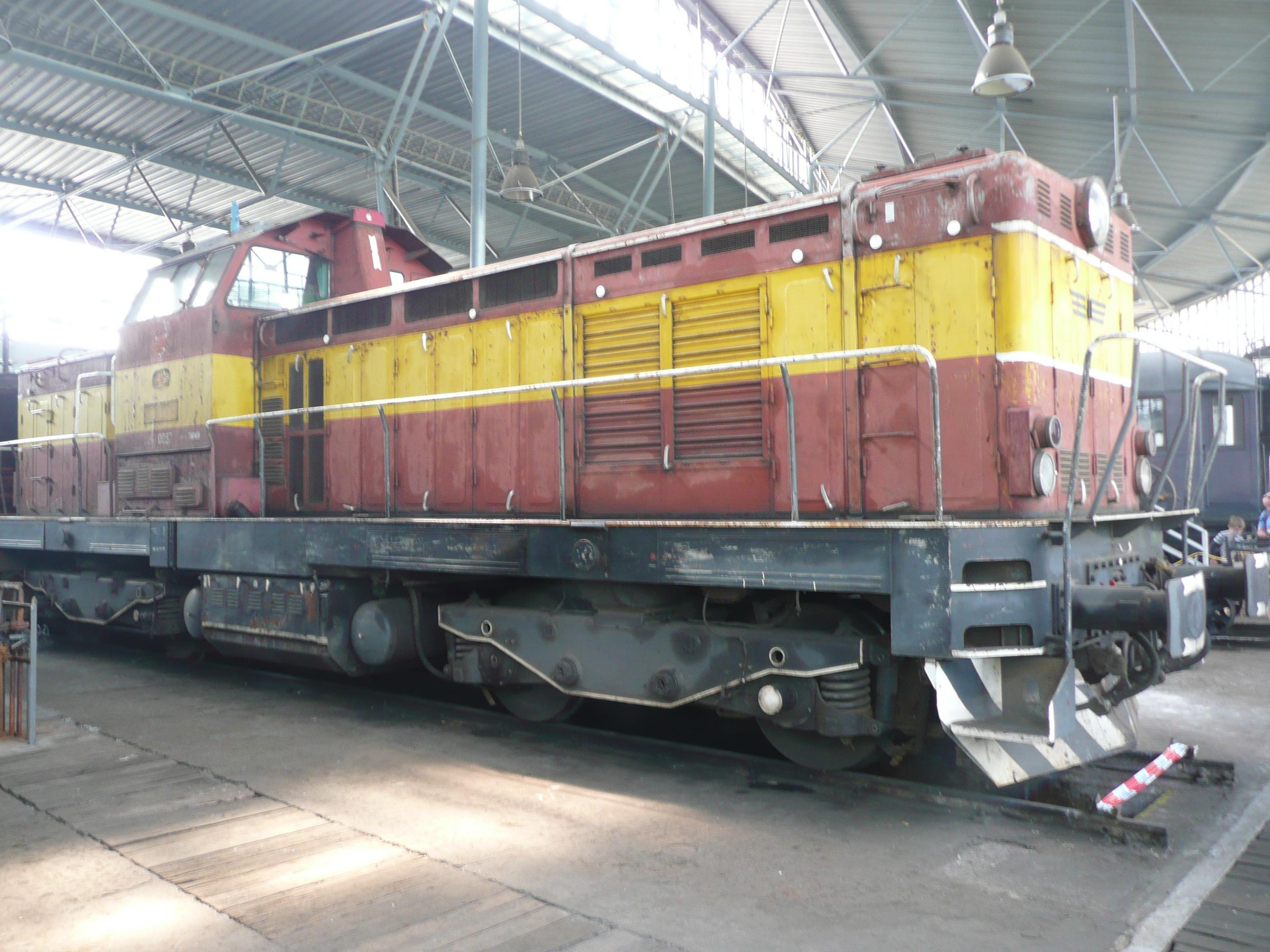
T 466.0257 des Technischen Nationalmuseums Prag im Depot Chomutov (2010)

Für die Ablösung der Dampflokomotiven auf den hügeligen Haupt- und Nebenbahnen wurde neben den Baureihen T 444 und T 478.1 eine weitere Lokomotive benötigt, die mit 1200 PS in der Leistung zwischen den beiden anderen Typen liegen sollte. Die Kraftübertragung sollte elektrisch sein.
Zur damaligen Zeit gab es in der Tschechoslowakei keinen Motorenhersteller, der einen passenden Motor liefern konnte. 1968 gelang es, einen geeigneten Dieselmotor bei SEMT Pielstick zu erwerben. Die Turčianske strojárne, n. p. Martin kaufte Lizenzen für den Bau der Motoren. Das ergab den Spitznamen der Lokomotiven Pielstick.
Die Lokomotiven wurden gemeinsam von Turčianske strojárne, n. p. Martin und der ČKD entwickelt. Die Lokomotive war, wie auch die Vorgängerlokomotiven bei Turčianske strojárne, n. p. Martin eine Konstruktion mit Mittelführerstand. Anfangs wurden die Lokomotiven mit einem Dampfheizkessel PG 500 für die Zugheizung ausgerüstet, die Umstellung auf die elektrische Zugheizung war aber schon vorbereitet.
1971 wurde die erste Lokomotive dieser Baureihe in Dienst gestellt und intensiv erprobt. Danach wurde sie dem Depot in Bratislava übergeben, später wurde sie dem Depot in Nové Zámky zugeteilt. Ende 1972 begann dann die Serienproduktion, die bis 1979 lief. Die Lokomotiven wurden in die Depots Bratislava, Břeclav, Zvolen, Budweis, Ostrava, Praha Vršovice, Žilina, Brünn, Liberec und Hradec Králové abgeliefert. Mit den Maschinen konnten die letzten Dampflokomotiven bei den ČSD ersetzt werden. Die Lokomotiven waren im Güter- und Personenzugdienst speziell auf hügeligen Strecken im Einsatz. Fünf Lokomotiven waren von Anfang an bei verschiedenen Industriebetrieben im Einsatz, so dass insgesamt 304 Exemplare gefertigt wurden.
Mit der Lieferung der Baureihe T 466.2 begann das Ende der Einsatzzeit, da der Dieselmotor einen zu hohen Verbrauch hatte und zu wartungsintensiv war. Das und die schwierige Ersatzteilbeschaffung führte dazu, dass sie nach etwa 20 Jahren Dienstzeit nach und nach abgestellt wurden. 2002 wurde die letzte originale Lokomotive dieser Baureihe ausgemustert. Original erhalten und fahrfähig ist die T 466.0286 im Eisenbahnmuseum Lužná u Rakovníka.
60 Lokomotiven wurden Ende der 1990er Jahre zur Baureihe 714 umgebaut, wobei nur Rahmen und Drehgestelle Verwendung fanden.